# Mogoncíacum

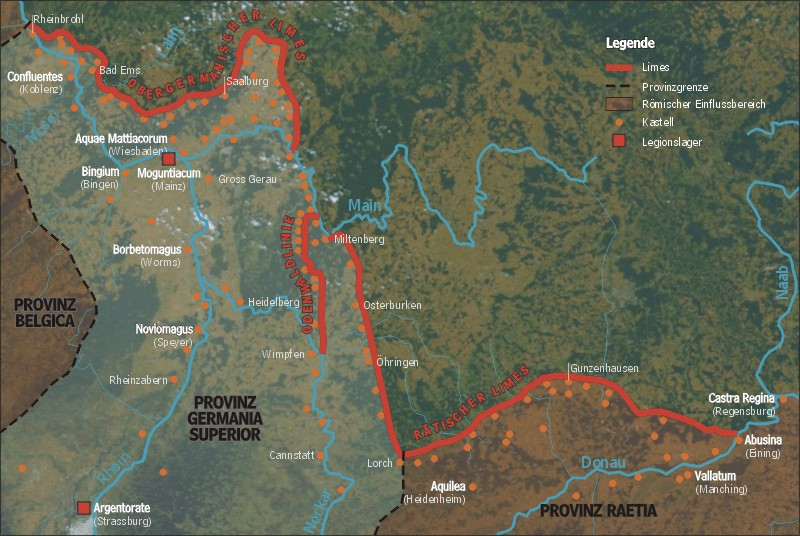
Mongociacum i el llimis al.

La ciutat de Mogoncíacum (l'actual Magúncia, a Alemanya) va pertànyer a l'Imperi Romà durant gairebé 500 anys.

## Els orígens

Plànol de l'evolució de Mogoncíacum entre els segles i

La seva fundació va esdevenir l'any 38 aC amb un campament militar de l'exèrcit romà del Rin, sota August, encara que, de moment, no hi ha proves arqueològiques que ho demostrin. Però la veritable entrada de Mogoncíacum en la història es produeix el 13 aC/12 aC amb la creació d'un campament legionari permanent a la localitat, dins de la política d'expansió cap a la Germania allibera sota la responsabilitat de Drus el Vell fins que va morir en 9 aC, a qui li va ser dedicat un cenotafi pels seus soldats i sota el patrocini d'August.
Després de la desastrosa derrota de Publi Quintili Var a la batalla del bosc de Teutoburg en 9, el Rin es va transformar en la frontera de separació entre l'Imperi i la Germania independent, sent Mogoncíacum un dels punts clau de la defensa romana.

## La guarnició militar i la seva evolució

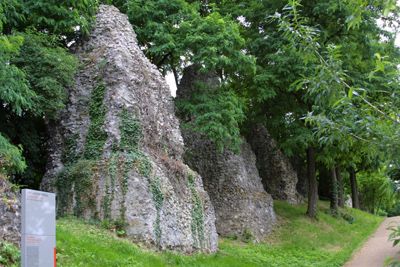
Restes de l'aqüeducte que subministrava aigua a Mogoncíacum.

La base legionària de Mogoncíacum va ser ocupada fins a l'any 90 per dues legions -castra duplicis- moment a partir del qual passa a tenir instal·lada una sola legió, la Legió XXII Primigènia Pia Fidelis, coneguda sovint com la legió de Magúncia, ja que Mogoncíacum va ser la seva base permanent fins al segle iv.
Mogoncíacum va servir també de base per a la preparació de nombroses campanyes a l'altre costat del Rin, amb exèrcits de fins a quatre legions i nombroses unitats auxiliars, part de les quals van ser estacionades en un segon gran campament suplementari al costat de Weisenau, en ús durant tot el segle i.

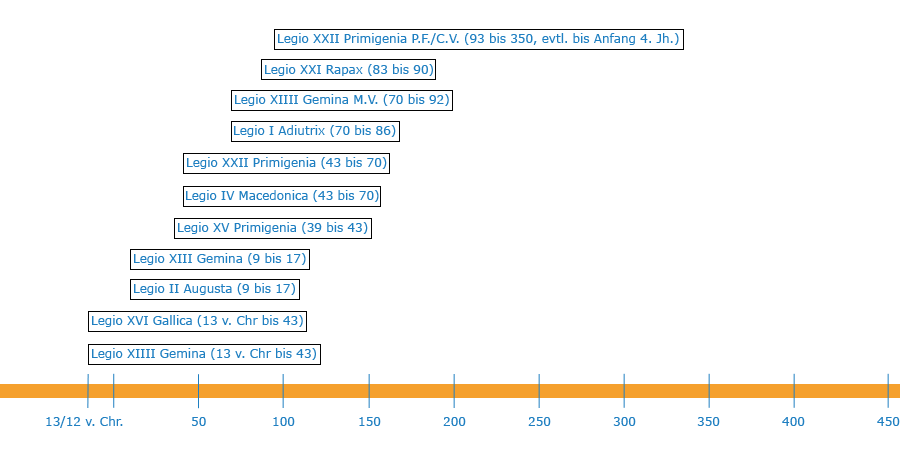
Evolució de les legions de guarnició de Mogoncíacum

Fins a l'any 90, la successió de legions acantonades en Mogoncíacum va ser la següent:
- Fins a 42-43: Legió XIV Gemina i Legió XVI Gallica
- Entre 43 i 70: Legió IV Macedonica i Legió XXII Primigènia
- Entre 70 i 85: Legió I Adiutrix i Legió XIV Gemina
- Entre 85 i 89-90: Legió XXI Rapax i Legió XIV Gemina
- Entre 90 i 96: Legió XIV Gemina
- A partir de 96: Legió XXII Primigenia

## El desenvolupament de la ciutat i la seva història

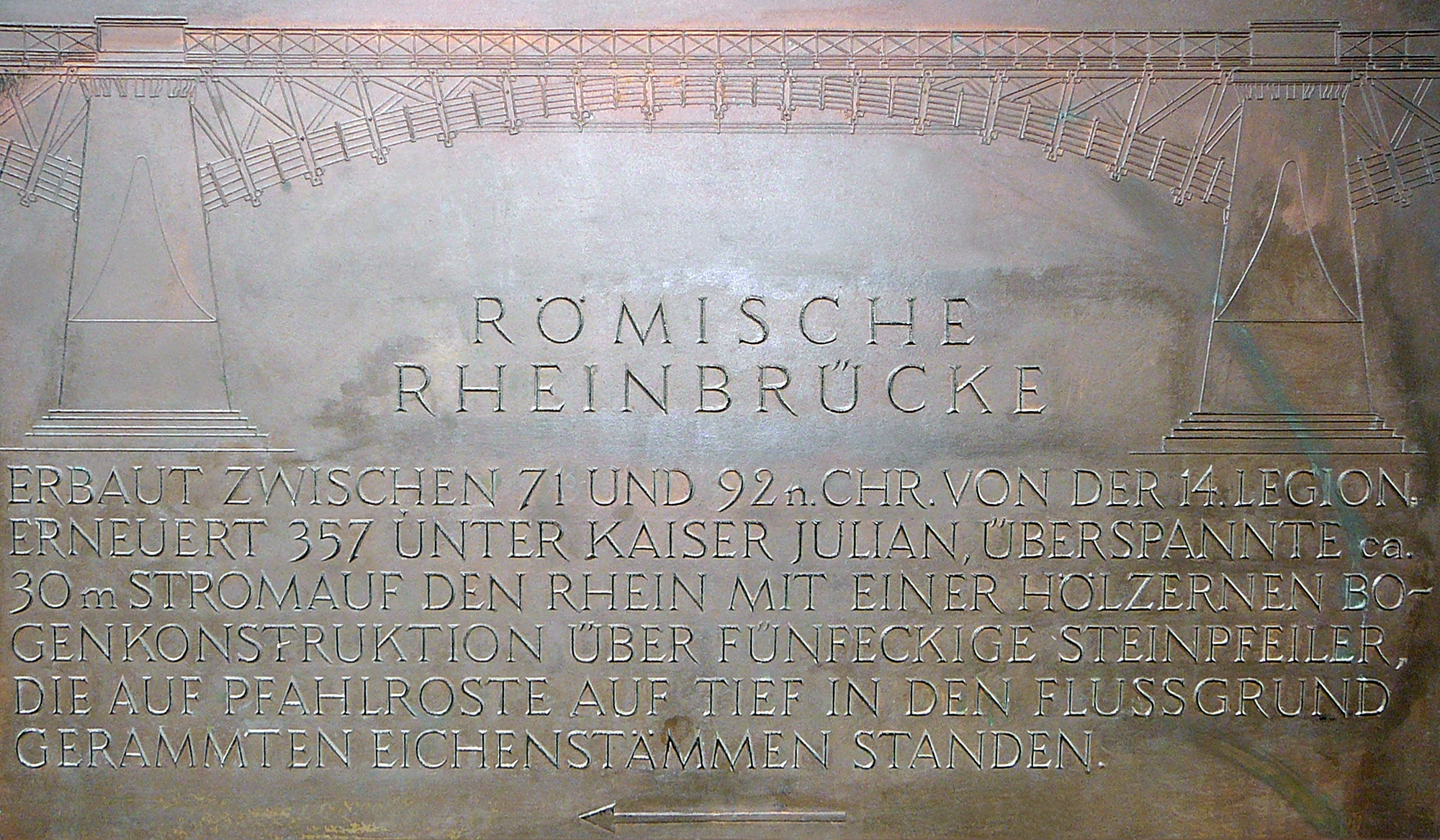
Placa amb una reconstrucció moderna del pont romà de Mogoncíacum sobre el Rin, tal com va ser monumentalitzat sota Domicià

La presència permanent a Mogoncíacum d'una important guarnició va servir com a focus d'atracció per a comerciants, artistes, taverners i població civil dedicada a atendre les diferents necessitats dels soldats, que tendien a formar famílies irregulars amb dones de la zona, amb l'esperança de convertir-les en les seves dones i legitimar els seus fills quan fossin llicenciats com a veterans. Tots aquests civils constituïen els que els romans anomenaven-una cannabae, una veritable ciutat la vida girava al voltant de la fortalesa militar.
A diferència d'altres llocs de l'Imperi, la canna de Mogoncíacum no va aconseguir un estatut privilegiat dels emperadors fins a finals del segle i, de manera que el comandant de la fortalesa era la màxima autoritat, regint-hi la llei militar. No obstant això, els cannabarii van intentar per tots els mitjans destacar la seva romanitat i la seva lleialtat a l'Imperi, constituint una bona mostra d'això l'erecció sota Neró de la Gran columna de Júpiter.
El campament principal, que dona nom al barri actual de Kästrich, estava construït d'acord amb la planta dels campaments militars romans, amb dos grans carrers ortogonals anomenats Via praetoria o Via principalis i Via decumana, amb quatre portes, anomenades Porta pretoriana, Porta decumana, Porta principalis dextra, Porta principalis sinistra.

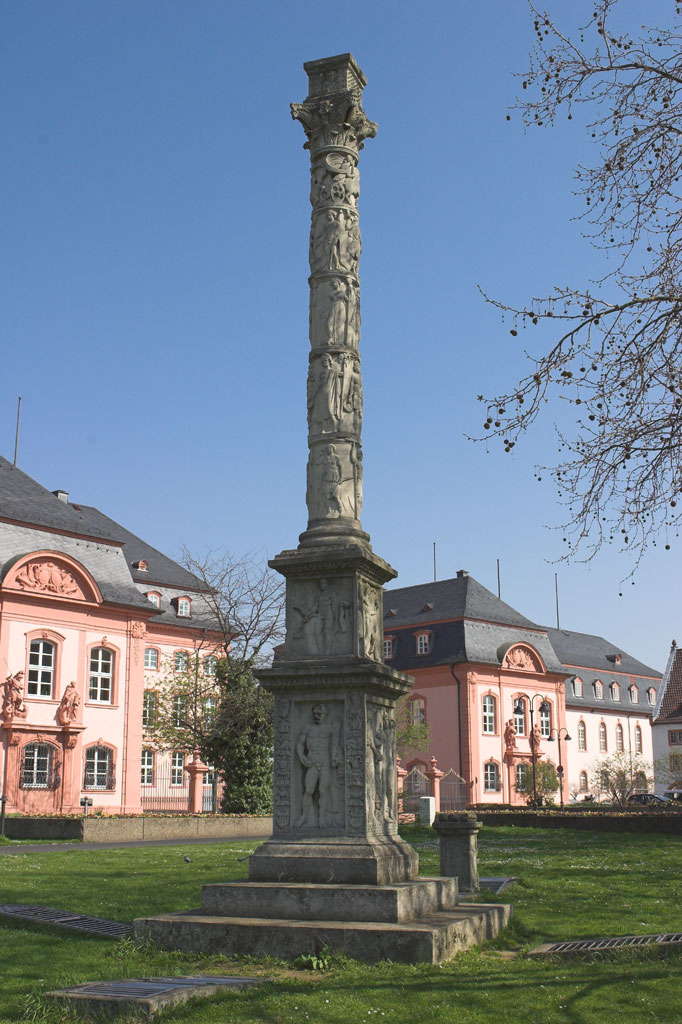
La Columna de Júpiter en Mogoncíacum a Mayence davant del Landtag de Magúncia

En 89, després de la repressió de la revolta de Luci Antoni Saturní, Mogoncíacum, conservant la seva important funció militar, es va transformar en una important ciutat amb estatut municipal i capital de la nova província Germania Superior, creada per Domicià. Aquesta província controlava el curs superior del Rin des Coblença, el nom llatí era castra ad confluent, fins a la frontera de la província Germania Inferior, amb capital a la Colonia Claudia Ara Agrippinensium (Colònia).

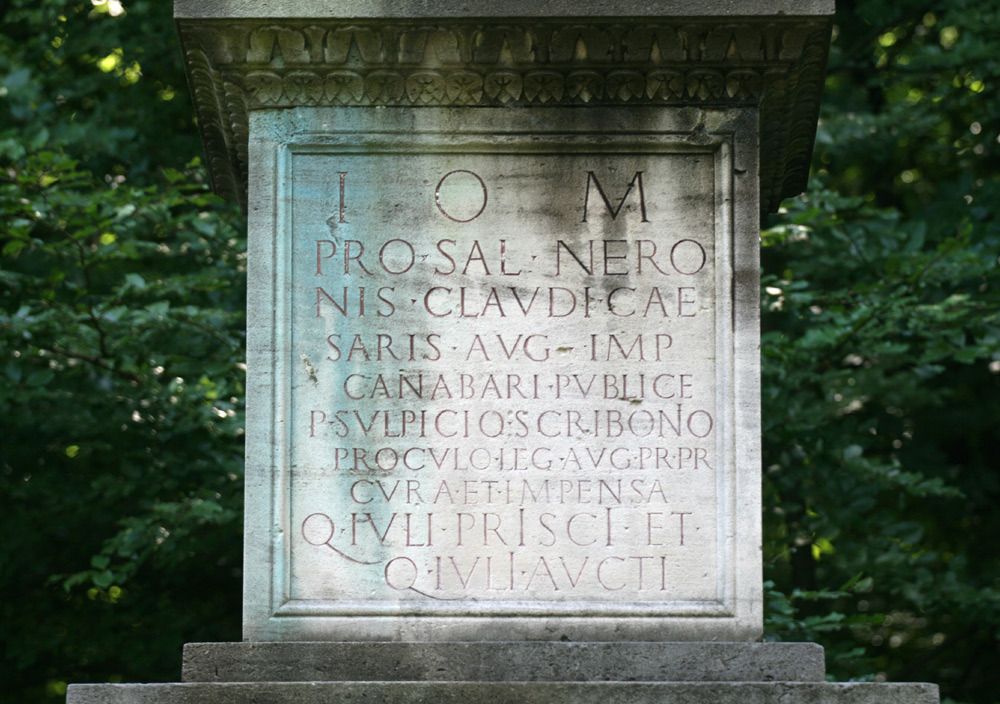
Inscripció votiva dedicada a Júpiter en la canna publica de Mogoncíacum

Els emperadors Flavis van realitzar en Mogoncíacum un gran programa edilici, que va consistir a substituir les estructures de fusta i terra del campament per altres de pedra i maó, a construir un aqüeducte i dotar el pont que travessava el Rin de pilars de pedra, tot això dins del programa de fortificació del limes renà, que es va transformar de límit mòbil pensat per envair i conquerir la Germania Libera en un autèntica frontera militaritzada i fortificada.
La canna de Mogantiacum continuar la seva expansió al llarg dels segles I i II, però mai va aconseguir arribar a l'estatus de colònia romana com Colònia o Trèveris. El florent comerç generat per la base militar i el proveïment de llimes i les relacions amb la Germania allibera van fer prosperar la ciutat, encara que sobre ella va penjar sempre l'amenaça d'atac i d'invasió des de l'altra riba del Rin, per Tibus com els sindicats, els alamans o els vàndals, especialment en segle iii després del reeixit atac alamà contra el limes de 258. D'aquesta època data l'Arc de Dativus Victor conservat en el traçat urbà de la ciutat. Aquesta invasió va conduir a la pèrdua dels Agricultura Decumates, territori romà entre els rius Rin i Danubi, per la qual cosa Mogoncíacum va tornar a ser plenament ciutat fronterera.

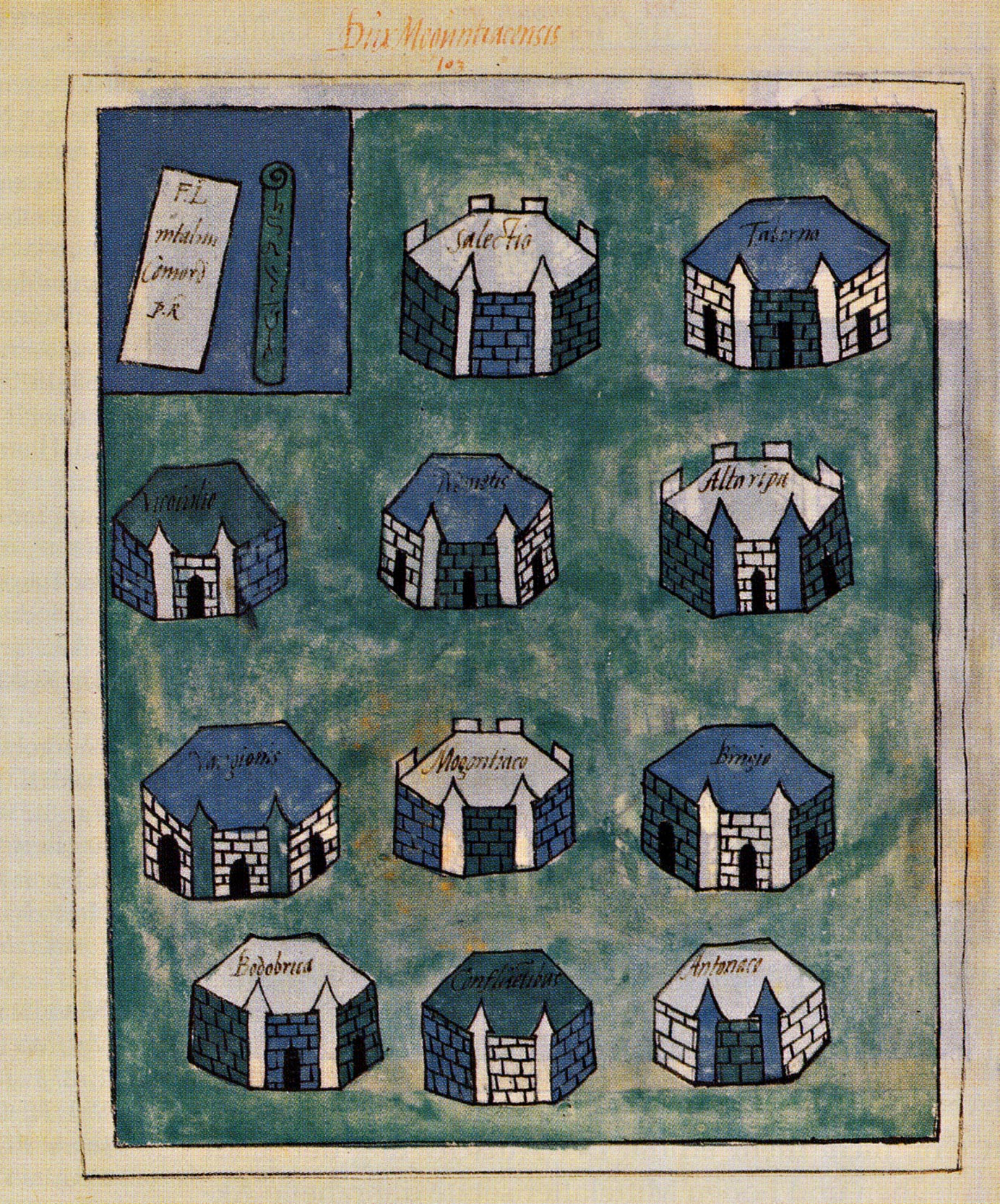
Insígnies del Dux Mogontiacensis en els segles IV i V

Durant els segles iii i iv, el cristians van arribar a Mogoncíacum, encara que no existeixen proves fefaents abans de 343, quan apareix per primera vegada un bisbe anomenat Martinus o Marinus.
Mogoncíacum es va convertir sota Constantí I el Gran en seu del Dux Mogonticensis, al comandament estaven les tropes i la flota fluvial que vigilaven aquesta zona del limes.
Al llarg del segle iv, l'Imperi Romà va tenir cada vegada més problemes per mantenir operatiu el limes renà, i això afecte a Mogoncíacum, constantment amenaçada pels alamans, els qui van arribar a ocupar-la en 352 - 355, i de nou va ser envaïda en 357, 368 i 370. El Cèsar Julià va expulsar els alamans de Mogoncíacum el 357 i va reforçar la classis renanana a la ciutat, apareixent vestigis de molls a la vora del Rin, anomenats «Dimesser Ort». Les muralles, ja reforçades al segle iii, i danyades pels invasors, van ser reconstruïdes en la segona meitat del segle iv.
La nit de cap d'any de 406-407, els vàndals van travessar el Rin gelat sense oposició i van arrasar Mogoncíacum. En 451, els huns van conquistar la ciutat, encara que sense causar grans danys, tot i que ja es trobava molt danyada, en haver estat abandonada pel poder imperial.El pas del Rin va suposar una violació del que era el Limes Germanicus una de les fronteres més segures de l'Imperi Romà tardà i, per tant, va ser un moment crític en el declivi de l'Imperi Romà d'Occident que va desencadenar una onada de destrucció de ciutats romanes i va provocar l'ensorrament de l'ordre cívic romà al nord de la Gàl·lia. Aquests fets també van donar peu a l'alçament dels tres usurpadors a Britànnia, província que es va perdre. Així doncs, el pas del Rin va ser un punt d'inflexió en el transcurs de les invasions bàrbares, durant les quals diverses tribus germàniques van migrar cap a l'oest i cap al sud des del sud d'Escandinàvia i el nord de Germània. A la fi del segle v, els francs van incorporar Mogoncíacum a la seva zona d'influència.